# Herman H. Schwedt
Herman Heinrich Schwedt (* 1. Februar 1935 in Aachen; † 13. März 2025 in San Secondo Parmense) war ein deutscher Kirchenhistoriker.

## Leben
Schwedt studierte von 1954 bis 1961 Philosophie und Theologie in Rom als Alumne des Collegium Germanicum. Er war Stipendiat der Studienstiftung des deutschen Volkes. 1960 empfing er in Rom die Priesterweihe für das Bistum Aachen. Ab 1961 war er Kaplan in Düren, dann ab 1964 Repetent im Collegium Leoninum in Bonn. Von 1967 bis 1976 wirkte er als Mitarbeiter der Kongregation für die Glaubenslehre im Vatikan. 1974 wurde er zum Ehrenkaplan seiner Heiligkeit (Monsignore) ernannt. Mit einer Arbeit über Georg Hermes promovierte Schwedt 1976 an der Gregoriana in Rom zum Dr. theol. Die Arbeit wurde betreut von den Professoren Juan Alfaro SJ und Giacomo Martina SJ. Nach Laisierung und Heirat war er von 1978 bis 1999 Leiter des Diözesanarchivs und der Diözesanbibliothek des Bistums Limburg.
Schwedt war einer der führenden Experten für die Prosopographie der Römischen Kurie, insbesondere der Römischen Inquisition und der Indexkongregation. Er verfasste unter anderem zahlreiche Artikel im Biographisch-Bibliographischen Kirchenlexikon (BBKL) und der Biographia Cisterciensis.
Von 1986 bis 2001 wirkte Schwedt als Mitglied des Verwaltungsrates der Gesellschaft für mittelrheinische Kirchengeschichte für das Bistum Limburg. Seit 2014 war er Mitglied des Römischen Instituts der Görres-Gesellschaft. Seinen Ruhestand verbrachte Schwedt in Salsomaggiore Terme.

## Werke
- Censor censorum. Gesammelte Aufsätze von Herman H. Schwedt. Festschrift zum 70. Geburtstag. Herausgegeben von Tobias Lagatz und Sabine Schratz, Schöningh, Paderborn 2006, ISBN 978-3-506-72933-0. (Bibliographie ab 2000).
- (unter Mitarbeit von Tobias Lagatz) Prosopographie von Römischer Inquisition und Indexkongregation 1814–1917. Schöningh, Paderborn u. a. 2005 (2 Bände, herausgegeben von Hubert Wolf), ISBN 978-3-506-71386-5.
- (unter Mitarbeit von Jyri Hasecker, Dominik Höink und Judith Schepers) Prosopographie von Römischer Inquisition und Indexkongregation 1701–1813. Schöningh, Paderborn u. a. 2010 (2 Bände, herausgegeben von Hubert Wolf), ISBN 978-3-506-76835-3.
- Die Anfänge der Römischen Inquisition. Kardinäle und Konsultoren 1542 bis 1600. Herder, Freiburg im Breisgau 2013, ISBN 978-3-451-27144-1.
- Die Römische Inquisition. Kardinäle und Konsultoren 1601 bis 1700. Herder, Freiburg im Breisgau 2017, ISBN 978-3-451-34867-9.